# Tatiana Weston-Webb
Tatiana Guimarães Weston-Webb (Porto Alegre, 9 de maio de 1996) é uma surfista profissional brasileira-americana, radicado em Kauai, Havaí, que está na World Women's Championship Tour. Weston-Webb usa a camisa número 9 e está em sétima na classificação na Liga Mundial de Surfe de 2024. Ela competiu nos Jogos Olímpicos de Verão de 2020 e 2024  pelo Brasil, ganhando a prata neste último.

## Vida pessoal
O pai de Weston-Webb, Douglas Weston-Webb, nasceu na Inglaterra, descendente de família que atua no ramo têxtil. O nome Weston-Webb é um sobrenome hereditário de duplo sentido, criado através do casamento de dois filhos de famílias importantes nesse setor. Ele se mudou ainda jovem para o estado americano da Flórida, onde foi criado. Ele aprendeu a surfar aos oito anos e mais tarde se tornou um "vagabundo do surf" e se mudou para Kauai aos 20 anos.
A mãe de Weston-Webb, Tanira Weston-Webb (nascida Guimarães), foi um bodyboarder profissional brasileira, patrocinado por duas empresas do setor. A irmã de Tanira, Andrea Guimarães, também era bodyboarder.
Douglas e Tanira se conheceram enquanto ela estava no Havaí. Mudaram-se para o Brasil, onde Tatiana nasceu em 1996, em Porto Alegre. Por causa do nascimento de seu pai no Reino Unido, Tatiana também adquiriu automaticamente a cidadania britânica por descendência ao nascer. No entanto, ela não solicitou um passaporte britânico e seu pai não renovou o seu há muitos anos.
Dois meses após seu nascimento no Brasil, Weston-Webb e seus pais se mudaram para o Havaí. Aos 8 anos, enquanto observava seu irmão mais velho, Troy, surfar, Tatiana decidiu praticar o esporte também. O surf virou uma competição entre as crianças e Tatiana ganhou sua primeira prancha logo depois.
Em 2011, ela interpretou Bethany Hamilton, de 11 anos, no filme Soul Surfer.
Tatiana e o surfista brasileiro Jessé Mendes iniciaram seu relacionamento em 14 de julho de 2014. Em fevereiro de 2020, a surfista foi pedida em casamento na Praia de Polihale e o casamento ocorreu em novembro de 2023. Os dois se casaram em uma cerimônia íntima à beira-mar realizada no Princeville Resort, um hotel em Kauai onde seu pai trabalhou por muitos anos, depois que o segurança permitiu que eles usassem o local, que de outra forma seria caro, sem nenhum custo durante a reforma da propriedade.

## Carreira
Tatiana Weston-Webb foi campeã do WQS 2015 se classificando para o World Women's Championship Tour, e em 2015 disputou o WCT e foi eleita novata do ano.
Em 2016, ganhou seu primeiro evento no WCT, em Huntington Beach. Em 2018, visando uma vaga no vindouro torneio olímpico de surfe, passou a representar o Brasil no circuito. Em 20 de outubro de 2019, ao avançar para as quartas-de-final na etapa de Peniche, em Portugal, derrotando Coco Ho, garantiu vaga para os Jogos Olímpicos de Verão de 2020, em Tóquio.

### Tóquio 2020
Tatiana foi eliminada nas oitavas de final pela japonesa Amuro Tsuzuki, que terminou com nota final de 10.33 contra 9.00. Tatiana largou na frente na sua bateria das oitavas ao pegar ondas de 3.50 e 3.00 com sete minutos corridos. Aos 15, porém, Tsuzuki conseguiu a virada ao atingir 9.50 de somatório graças a uma nota 5.00. Precisando de 6.00 para retomar a liderança, Tatiana ainda viu a japonesa conseguir um 5.33, complicando ainda mais a sua situação. Pressionada, a brasileira foi vendo o tempo passar e nada das boas ondas aparecerem. A seis minutos do término, Tatiana achou uma direita, recebendo 5.07 dos juízes, o que a deixou a um 5.27 da virada. Só que a onda da vitória não veio.

### Paris 2024
Em 18 de abril de 2023, Tatiana foi oficializada como a primeira classificada para Jogos Olímpicos de Verão de 2024, em Paris, no surfe.
Na primeira rodada, disputou com americana Caitlin Simmers, líder do ranking mundial, e a australiana Molly Picklum, com a nota 10.33, Tati estava se classificando de forma direta para a próxima etapa quando, no fim, a rival dos Estados Unidos conseguiu encaixar um tubo e assumiu o primeiro posto ao contabilizar 12,93. A brasileira garantiu vaga nas oitavas após vencer Candelario Resano, da Nicarágua, na repescagem. Em seguida, na revanche contra Caitlin Simmers, despachou a americana para se classificar nas quartas. Para se classificar às semifinais, não deu chances para a espanhola Nadia Erostarbe nas quartas de final. Na semi, venceu a terceira colocada da WSL, Brisa Hennessy, da Costa Rica, e garantiu a vaga na decisão. Tatiana ganhou a medalha de prata, perdendo para a americana Caroline Marks que obteve uma nota de 10.50 contra 10.33 da gaúcha.

## Títulos
| Títulos no WCT |                                                     |                  |                |
| Ano            | Evento                                              | Lugar            | País           |
| -------------- | --------------------------------------------------- | ---------------- | -------------- |
| 2022           | J-Bay Open                                          | Jeffreys Bay     | África do Sul  |
| 2022           | MEO Rip Curl Pro Portugal                           | Supertubos       | Portugal       |
| 2021           | Boost Mobile Margaret River Pro presented by Corona | Margaret River   | Austrália      |
| 2016           | Women's US Open of Surfing                          | Huntington Beach | Estados Unidos |

- Vans US Open of Surfing (2016): Em 31 de julho, Tatiana Weston-Webb venceu o US Open of Surfing, em Huntington Beach, na Califórnia. Essa foi a sexta etapa do Samsung Galaxy WSL Women's Championship Tour de 2016. Na final, contra a surfista havaiana Malia Manuel, Tatiana somou 12,96 pontos. Como premiação pela vitória, Weston-Webb recebeu US $60.000,00.[28][29]
- Boost Mobile Margaret River Pro presented by Corona (2021): Em 10 de maio, Tatiana Weston-Webb venceu o Margaret River Pro, em Margaret River, na Austrália. Essa foi a quarta etapa do WSL Championship Tour de 2021. A final foi contra a australiana Stephanie Gilmore e Tati fez 13,5 pontos. A premiação desta etapa foi de US $70.000,00.[30][31]
- MEO Rip Curl Pro Portugal (2022): Em 7 de março, Tatiana Weston-Webb venceu o MEO Rip Curl Pro Portugal, em Supertubos, Portugal. Essa foi a terceira etapa do WSL Championship Tour de 2022. A final foi contra a americana Lakey Peterson e Tati fez 15,3 pontos. A premiação desta etapa foi de US $80.000,00.[32][33]
- J-Bay Open (2022): Em 15 de julho, Tatiana Weston-Webb venceu o J-Bay Open, em Jeffreys Bay, África do Sul. Essa foi a nona etapa do WSL Championship Tour de 2022. A final foi contra a australiana Tyler Wright e Tati fez 17,5 pontos. A premiação desta etapa foi de US $100.000,00.[34][35]